# GSC3429-1180
GSC3429-1180 — хімічно пекулярна зоря спектрального класу O, що має видиму зоряну величину в смузі V приблизно 10,7.